# Dorothy Green (joueuse de tennis)
Pour les articles homonymes, voir Dorothy, Green et Dorothy Green.
Dorothy Green, née le 31 mars 1887 à Philadelphie et morte le 1er décembre 1964, est une joueuse de tennis américaine du début du XXe siècle.
En 1912, elle s'est imposée dans le double dames de l'US Women's National Championship aux côtés de Mary Kendall Browne, laquelle la bat, l'année suivante, en finale du simple.

## Palmarès (partiel)

### Finale en simple dames
| No | Date       | Nom et lieu du tournoi                  | Catégorie | Surface      | Vainqueure          | Score    |          |
| -- | ---------- | --------------------------------------- | --------- | ------------ | ------------------- | -------- | -------- |
| 1  | 09/06/1913 | US National Championships, Philadelphie | G. Chelem | Gazon (ext.) | Mary Kendall Browne | 6-2, 7-5 | Parcours |

### Titre en double dames
| No | Date       | Nom et lieu du tournoi                 | Catégorie | Surface      | Partenaire          | Finalistes                                 | Score         |          |
| -- | ---------- | -------------------------------------- | --------- | ------------ | ------------------- | ------------------------------------------ | ------------- | -------- |
| 1  | 10/06/1912 | US National Championships Philadelphie | G. Chelem | Gazon (ext.) | Mary Kendall Browne | Maud Barger Wallach Mrs. Frederick Schmitz | 6-2, 5-7, 6-0 | Parcours |

### Finales en double dames
| No | Date       | Nom et lieu du tournoi                 | Catégorie | Surface      | Vainqueures                        | Partenaire      | Score           |          |
| -- | ---------- | -------------------------------------- | --------- | ------------ | ---------------------------------- | --------------- | --------------- | -------- |
| 1  | 21/06/1909 | US National Championships Philadelphie | G. Chelem | Gazon (ext.) | Hazel Hotchkiss Edith Rotch        | Louise Moyes    | 6-1, 6-1        | Parcours |
| 2  | 11/06/1911 | US National Championships Philadelphie | G. Chelem | Gazon (ext.) | Hazel Hotchkiss Eleonora Sears     | Florence Sutton | 6-4, 4-6, 6-2   | Parcours |
| 3  | 09/06/1913 | US National Championships Philadelphie | G. Chelem | Gazon (ext.) | Mary Kendall Browne Louise Riddell | Edna Wildey     | 12-10, 2-6, 6-3 | Parcours |

### Finale en double mixte
| No | Date       | Nom et lieu du tournoi                 | Catégorie | Surface      | Vainqueures                     | Partenaire | Score    |          |
| -- | ---------- | -------------------------------------- | --------- | ------------ | ------------------------------- | ---------- | -------- | -------- |
| 1  | 09/06/1913 | US National Championships Philadelphie | G. Chelem | Gazon (ext.) | Mary Kendall Browne Bill Tilden | S. Rogers  | 7-5, 7-5 | Parcours |

## Parcours en Grand Chelem (partiel)
Si l’expression « Grand Chelem » désigne classiquement les quatre tournois les plus importants de l’histoire du tennis, elle n'est utilisée pour la première fois qu'en 1933, et n'acquiert la plénitude de son sens que peu à peu à partir des années 1950.

### En simple dames
| Année | - | - | Championnat de France | Championnat de France | Wimbledon | Wimbledon | US National | US National  |
| 1913  | - | - | -                     | -                     | -         | -         | Finale      | Mary Kendall |

À droite du résultat, l’ultime adversaire.

### En double dames
| Année | - | - | Championnat de France | Championnat de France | Wimbledon | Wimbledon | US National           | US National              |
| ----- | - | - | --------------------- | --------------------- | --------- | --------- | --------------------- | ------------------------ |
| 1909  | - | - | -                     | -                     | -         | -         | Finale Louise Moyes   | H. Hotchkiss Edith Rotch |
| 1911  | - | - | -                     | -                     | -         | -         | Finale F. Sutton      | H. Hotchkiss E. Sears    |
| 1912  | - | - | -                     | -                     | -         | -         | Victoire Mary Kendall | Maud Barger Mrs. Schmitz |
| 1913  | - | - | -                     | -                     | -         | -         | Finale Edna Wildey    | Mary Kendall L. Riddell  |

Sous le résultat, la partenaire ; à droite, l’ultime équipe adverse.

### En double mixte
| Année | - | - | Championnat de France | Championnat de France | Wimbledon | Wimbledon | US National      | US National              |
| 1913  | - | - | -                     | -                     | -         | -         | Finale S. Rogers | Mary Kendall Bill Tilden |

Sous le résultat, le partenaire ; à droite, l’ultime équipe adverse.